# Ерік Нільссон
Е́рік Ні́льссон (швед. Erik Nilsson, нар. 6 серпня 1916, Мальме — пом. 9 вересня 1995) — шведський футболіст, що грав на позиції захисника за «Мальме» та збірну Швеції, у складі якої 1948 року став олімпійським чемпіоном. Найкращий шведський футболіст 1950 року.

## Клубна кар'єра
Народився 6 серпня 1916 року в місті Мальме. Вихованець футбольної школи клубу «Лімгамн».
У дорослому футболі дебютував 1934 року виступами за команду клубу «Мальме», кольори якої і захищав протягом усієї своєї кар'єри гравця, що тривала цілих двадцять років. Протягом цих років команда з Мальме по п'ять разів виходила переможцем у чемпіонатах Швеції та розіграшах Кубка країни. Нільссон отримував пропозицію перейти до італійського «Мілана», втім вирішив лишитися на батьківщині.
Помер 9 вересня 1995 року на 80-му році життя.

## Виступи за збірну
1938 року дебютував в офіційних матчах у складі національної збірної Швеції. Протягом кар'єри у національній команді, яка тривала 15 років, провів у формі головної команди країни 57 матчів.
У складі збірної був учасником чемпіонату світу 1938 року у Франції, футбольного турніру на Олімпійських іграх 1948 року у Лондоні, по результатах якого став олімпійським чемпіоном, чемпіонату світу 1950 року у Бразилії, на якому команда здобула бронзові нагороди, а також футбольного турніру на Олімпійських іграх 1952 року у Гельсінкі.
Разом із швейцарцем Альфредом Біккелем є одним із двох футболістів, що грали на чемпіонатах світу як до, так і після Другої світової війни.

## Титули та досягнення
- Чемпіон Швеції: 1943-44, 1948-49, 1949-50, 1950-51, 1952-53
- Володар Кубка Швеції: 1944, 1946, 1947, 1951, 1953
- Олімпійський чемпіон: 1948
- Бронзовий олімпійський призер: 1952
- Бронзовий призер чемпіонату світу: 1950
- Найкращий шведський футболіст року (1):

1950